# Asperarca magdalenae
Asperarca magdalenae is een tweekleppigensoort uit de familie van de Arcidae. De wetenschappelijke naam van de soort is voor het eerst geldig gepubliceerd in 1998 door La Perna.